# Vernon Petherick
Vernon Gordon Petherick (* 20. April 1876 in Collingwood, Melbourne, Victoria; † 14. August 1945 in Croydon, Adelaide, South Australia) war ein australischer Politiker der Liberal Union, der Liberal Federation und der Liberal and Country League, der unter anderem von 1918 bis 1924, zwischen 1932 und 1938 und noch einmal von 1941 bis zu seinem Tode 1945 Mitglied des South Australian House of Assembly sowie zwischen 1921 und 1924 Vorsitzender der Ausschüsse und dadurch stellvertretender Sprecher des House of Assembly war.

## Leben
Vernon Gordon Petherick war als Zeitschriften- und Schreibwarenhändler in Naracoorte tätig und begann sein politisches Engagement als Mitglied des dortigen Rates (Narracoorte District Council). Daneben engagierte er sich in verschiedenen lokalen Organisationen sowie Vereinen und wurde bei der Wahl am 6. April 1918 für die Liberal Union im damaligen Zwei-Personen-Wahlkreis Victoria erstmals zum Mitglied des South Australian House of Assembly gewählt, des Unterhauses des Parlaments von South Australia, und konnte sich dabei gegen den bisherigen Wahlkreisinhaber Clarence Goode von der National Party durchsetzen. Er vertrat diesen Wahlkreis bis zu seiner Niederlage bei der Wahl am 5. April 1924, woraufhin Eric Shepherd von der Australian Labor Party (ALP) diesen Wahlkreis übernahm.
Nach der Wahl am 9. April 1921 wurde Petherick auf der konstituierenden Sitzung am 21. Juli 1921 als Nachfolger seines Parteifreundes William Angus als Deputy Speaker and Chairman of Committees zum stellvertretenden Sprecher und Vorsitzenden der Ausschüsse der Legislativversammlung gewählt und bekleidete diese Funktionen bis zum 23. Juli 1924, woraufhin der ALP-Politiker Robert Richards diese Funktionen übernahm.
Nach dem Tode von Peter Reidy am 17. Januar 1932 wurde Petherick für die Liberal Federation bei der notwendigen Nachwahl im Zwei-Personen-Wahlkreis abermals zum Mitglied der Legislativversammlung gewählt und vertrat diesen nunmehr bis zur Neugliederung des Wahlkreises zu einem Einzelwahlkreis, wobei er die Wahl am 19. März 1938 gegen den Parteilosen Clement Smith verlor. Daraufhin fungierte er von 1933 bis 1938 als Government Whip Parlamentarischer Geschäftsführer der Fraktion der liberalen zweiten Regierung von Premier Richard Layton Butler in der Legislativversammlung.
Bei der darauf folgenden Wahl am 29. März 1941 konnte er sich wiederum gegen Clement Smith im Wahlkreis Victoria durchsetzen und wurde somit abermals Mitglied des House of Assembly, dem er bis zu seinem Tode am 14. August 1945 angehörte. Die darauf folgende erforderliche Nachwahl am 29. September 1945 gewann der ALP-Politiker Jim Corcoran. Während seiner neuerlichen Parlamentszugehörigkeit war er zwischen 1941 und 1945 erneut Government Whip der Regierung der Liberal and Country League von Premier Thomas Playford IV. Er war verheiratet und Vater von fünf Söhnen und vier Töchtern. Nach seinem Tode wurde er auf dem Friedhof der St. Andrew’s Presbyterian Church in Naracoorte beigesetzt, für die er sich als Ältester engagiert hatte.

## Hintergrundliteratur
- Parliament of South Australia: Statistical Record of the Legislature 1836–2007 (Memento vom 11. März 2019 im Internet Archive)